# Измервателна скала
Вижте пояснителната страница за други значения на скала.
Измерва̀телната ска̀ла (на латински: scala – стълба) е начин за представяне на резултата от проведено измерване.

## Видове скали
- категорийна (номинална) – характеризира измерваните обекти и/или явления според наличието или отсъствието на определен признак, например:
  - пол – мъже, жени;
  - цвят – син, зелен, червен, жълт, черен;
  - форма – кръгла, квадратна, елипсовидна.
- рангова – характеризира измерваните обекти и/или явления според степента на изява на определено относително свойство в прекъснат порядък, например:
  - спортни класирания – 1-во място (златен медал), 2-ро място (сребърен медал), 3-то място (бронзов медал);
  - качество на обслужване в хотелите – 1 звезда, 2 звезди, 3 звезди, 4 звезди, 5 звезди;
  - успех в училище – отличен, много добър, добър, среден, слаб.
- интервална – характеризира измерваните обекти и/или явления според степента на изява на определено абсолютно свойство в прекъснат порядък, например:
  - тегло – <10 kg, 10-20 kg, 20-30 kg, >30 kg;
  - ръст – <100 cm, 100-150 cm, 150-200 cm, >200 cm.
- абсолютна – характеризира измерваните обекти и/или явления според степента на изява на определено абсолютно свойство в непрекъснат порядък. При използването на абсолютна скала, след стойността на резултата задължително се изписва мерната единица. Абсолютните ска̀ли могат да бъдат:
  - непрекъснати (континуални, индискретни) – дължина (1,64 cm), тегло (0,2547 kg), скорост (27,4 km/h), налягане (2,5 atm)
  - прекъснати (дискретни) – 23-ма души, 5 автомобила, 11 компютъра, 40 стола
- относителна – характеризира измерваните обекти и/или явления според степента на изменение на определено относително свойство в непрекъснат порядък, например:
  - температура – 36,4 °С;
  - печалба – 31,15%.

## Скала в уредостроенето
В тесен смисъл на думата, като скала се означават онези части на уредите и апаратите, които служат за представяне на някаква измерена стойност. Мерните скали могат да бъдат механични и електронни.
Скаловото оразмеряване на някаква повърхност (термометър, епруветка, линия) се нарича градуиране.
Кръглите скали на уредите и апаратите често се наричат циферблати, по немскоезичното означение на времевата скала на часовниците.
За правилно отчитане на показанието, чрез използване на скала, тя задължително трябва да се наблюдава на нивото на очите, за да се избегне грешката на паралакса.

## Често използвани скали
- Скала на Бофорт
- Скала на Моос
- Скала на Рихтер